# Filipe de Carvalho
Filipe de Carvalho (Zürich, 2003. december 1. –) svájci korosztályos válogatott labdarúgó, a Grasshoppers középpályása.

## Pályafutása

### Klubcsapatokban
Carvalho a svájci Zürich városában született. Az ifjúsági pályafutását az Oetwil-Geroldswil csapatában kezdte, majd a Grasshoppers akadémiájánál folytatta.
2021-ben mutatkozott be a Grasshoppers másodosztályban szereplő felnőtt keretében. Először a 2021. február 9-ei, Winterthur ellen 3–2-re megnyert mérkőzés 70. percében, Oskar Buur cseréjeként lépett pályára. A 2020–21-es szezonban feljutottak az első osztályba. Első gólját 2023. január 21-én, a Young Boys ellen hazai pályán 2–1-es vereséggel zárult találkozón szerezte meg.

### A válogatottban
Carvalho U19-es és az U20-as korosztályú válogatottakban is képviselte Svájcot.

## Statisztika
2023. január 21. szerint.
| Klub         | Szezon   | Bajnokság              | Bajnokság | Bajnokság | Kupa  | Kupa  | Nemzetközi | Nemzetközi | Összesen | Összesen |
| Klub         | Szezon   | Bajnokság              | Mérk.     | Gólok     | Mérk. | Gólok | Mérk.      | Gólok      | Mérk.    | Gólok    |
| ------------ | -------- | ---------------------- | --------- | --------- | ----- | ----- | ---------- | ---------- | -------- | -------- |
| Grasshoppers | 2020–21  | Swiss Challenge League | 1         | 0         | 0     | 0     | —          | —          | 1        | 0        |
| Grasshoppers | 2021–22  | Swiss Super League     | 1         | 0         | 0     | 0     | —          | —          | 1        | 0        |
| Grasshoppers | 2022–23  | Swiss Super League     | 10        | 1         | 1     | 0     | —          | —          | 11       | 1        |
| Összesen     | Összesen | Összesen               | 12        | 1         | 1     | 0     | 0          | 0          | 13       | 1        |

## Sikerei, díjai
Grasshoppers
- Swiss Challenge League
  - Feljutó (1): 2020–21